# Beetlejuice
Beetlejuice je americká filmová komedie režiséra Tima Burtona z roku 1988 s prvky hororu a fantasy. Snímek v roce 1989 získal Oscara za nejlepší masky.

## Děj
Děj filmu se točí kolem jednoho mladého páru – Barbary a Adama. Po autonehodě se vrátili domů, ale začaly se kolem nich dít divné věci – nejsou např. vidět v zrcadle. Po nalezení Příručky pro nedávno zesnulé pochopili, že jsou mrtví. Do domu se nastěhovala nová rodina – otec, dcera se zálibou ve fotografování a oblékaná celá v černém a její nevlastní matka, která si říká umělkyně a která si s sebou přivedla silně nesympatického Otha, podporujícího ji v rozvíjení její „umělecké osobnosti“. Adam a Barbara se marně snažili dostat je z domu a život po smrti se pro ně začal stávat noční můrou – nikdo je neviděl a navíc byl jejich dům přestavován. Příručku pořád nebyli schopni přečíst až na jednu malou část – návod, jak se dostat pryč z domu. Tak se ocitli v čekárně plné mrtvých lidí, z níž nakonec odešli za svou sociální poradkyní Junonou. Od ní se dověděli, že se té rodiny mají zbavit jako strašidla. Začali proto se snahou vystrašit je a přimět k odchodu.